# シリアの大統領
シリアの大統領（シリアのだいとうりょう、アラビア語: ملحق:قائمة رؤساء سوريا）は、シリア・アラブ共和国の元首（大統領）である。
2024年12月8日までバッシャール・アル＝アサドが大統領を務めていたが反体制派の攻勢により国外脱出し、一時空席となった以降は暫定政権を主導するシリア解放機構（HTS）トップのアフマド・フサイン・アッ＝シャラアが事実上の暫定政権指導者となり、2025年1月29日に大統領に就任したことがHTSより発表された。

## 概要
大統領の任期は7年であり、2012年以前の大統領の選任はバアス党の提案を受け人民議会が1名を大統領候補とし、国民投票で承認するという方法が採られていたほか、再選制限も存在しなかった。だが、2011年以来続く反体制運動に対して政府側から示されていた妥協案の一つである憲法改正が2012年に行われ、バアス党の専権であった大統領候補者提案権は削除され、新たな候補者要件は人民議会35名による推薦という形となった。また3選禁止規定も追加された。
シリアの憲法には、「大統領の宗教はイスラム」とする規定があるが、この条文は旧憲法の1973年憲法から存在する。これは1970年に権力を奪取したハーフィズ・アル＝アサドが1973年に新憲法を制定しようとした際、敵対するムスリム同胞団が同草案の「非イスラム性」に反発して各地で抗議運動を行ったことに起因する。この結果、アサドは「大統領の宗教はイスラム」とする条文を新憲法に盛り込むといった妥協を余儀なくされた。本条文は2012年の憲法改正でも修正されなかった。2024年のアサド政権の崩壊後、2025年1月29日にアッ＝シャラア暫定大統領が就任、3月には暫定憲法に署名しているが、この憲法はイスラム法を基礎としており、大統領の宗教もイスラムと規定されている。

## 権限
大統領は絶対的な必要性がある場合は、人民議会の閉会中でも立法権も行使することができる。また大統領は、シリア国軍最高司令官や最高司法評議会議長を兼任し、首相や閣僚評議会（内閣に相当）のメンバー、裁判所判事の任命を行うことにより、シリアの三権すべてに大きな影響力を持つ。

## 大統領の一覧
| フランス委任統治領シリア (1920-1946)  |                                                                              |        |                               |                           |                                 |                               |                                            |
| シリア連邦 (1922–1925)                |                                                                              |        |                               |                           |                                 |                               |                                            |
| 代                                    | 大統領                                                                       | 大統領 | 所属政党                      | 期                        | 在任期間                        | 在任期間                      | 備考                                       |
| 001                                   | スビ・ベイ・バラカット صبحي بك بركات Subhi Bey Barakat                       |        | 無所属                        | －                        | 1922年6月29日 - 1924年12月31日  | 2年 + 185日                   |                                            |
| シリア国 (1925–1930)                  |                                                                              |        |                               |                           |                                 |                               |                                            |
| 代                                    | 元首                                                                         | 元首   | 所属政党                      | 期                        | 在任期間                        | 在任期間                      | 備考                                       |
| 0(1)                                  | スビ・ベイ・バラカット صبحي بك بركات Subhi Bey Barakat                       |        | 無所属                        | －                        | 1925年1月1日 - 1925年12月21日   | 354日                         | 首相兼任 在任中に辞任                      |
| 00－                                  | フランソワ・ピエール＝アリプ فرانسوا بيير أليب François Pierre-Alype         |        | 無所属                        | —                         | 1926年2月9日 - 1926年4月28日    | 78日                          | 暫定大統領                                 |
| 002                                   | アハマド・ナミ أحمد نامي Ahmad Nami                                          |        | 無所属                        | —                         | 1926年4月28日 - 1928年2月15日   | 1年 + 293日                   |                                            |
| 00－                                  | タージ・アル・ディン・アル・ハサニ تاج الدين الحسني Taj al-Din al-Hasani     |        | 無所属                        | —                         | 1928年2月15日 - 1930年5月14日   | 2年 + 88日                    | 暫定大統領                                 |
| シリア共和国 (1930–1946)              |                                                                              |        |                               |                           |                                 |                               |                                            |
| 第一共和政 (1930–1946)                |                                                                              |        |                               |                           |                                 |                               |                                            |
| 代                                    | 大統領                                                                       | 大統領 | 所属政党                      | 期                        | 在任期間                        | 在任期間                      | 備考                                       |
| 00－                                  | タージ・アル・ディン・アル・ハサニ تاج الدين الحسني Taj al-Din al-Hasani     |        | 無所属                        | —                         | 1930年5月14日 - 1931年11月19日  | 1年 + 189日                   | 暫定大統領                                 |
| 00－                                  | レオン・ソロミアック ليون سولومياك Léon Solomiac                             |        | 無所属                        | —                         | 1931年11月19日 - 1932年6月11日  | 205日                         | 暫定大統領                                 |
| 003                                   | モハメド・アリ・ベイ・アルアビド محمد علي بك العابد Muhammad Ali Bey al-Abid |        | 無所属                        | —                         | 1932年6月11日 - 1936年12月21日  | 4年 + 193日                   |                                            |
| 004                                   | ハシム・アル・アターシー هاشم الأتاسي Hashim al-Atassi                       |        | 国民ブロック                  | —                         | 1936年12月21日 - 1939年7月7日   | 2年 + 198日                   | 第11・14代大統領                           |
| 005                                   | バヒジ・アル・ハティブ بهيج الخطيب Bahij al-Khatib                           |        | 無所属                        | —                         | 1939年7月10日 - 1941年4月4日    | 1年 + 268日                   | 元首 （評議委員会議長）                    |
| 00－                                  | ハリド・アル・アズム خالد العظم Khalid al-Azm                                |        | 無所属                        | —                         | 1941年4月4日 - 1941年9月16日    | 165日                         | 暫定大統領                                 |
| 006                                   | タージ・アル・ディン・アル・ハサニ تاج الدين الحسني Taj al-Din al-Hasani     |        | 無所属                        | —                         | 1941年9月16日 - 1943年1月17日   | 1年 + 123日                   | 在任中に死去                               |
| 00－                                  | ジャミル・アル・ウルシ جميل الألشي Jamil al-Ulshi                            |        | 無所属                        | —                         | 1943年1月17日 - 1943年3月25日   | 67日                          | 暫定大統領                                 |
| 007                                   | アタ・ベイ・アル・アイユビ عطا الأيوبي Ata Bey al-Ayyubi                     |        | 無所属                        | —                         | 1943年3月25日 - 1943年8月17日   | 145日                         | 国家元首                                   |
| 008                                   | シュクリー・アル＝クーワトリー شكري القوّتلي Shukri al-Quwatli                |        | 国民ブロック                  | —                         | 1943年8月17日 - 1946年4月17日   | 2年 + 68日                    |                                            |
| シリア共和国 (1946-1958)              |                                                                              |        |                               |                           |                                 |                               |                                            |
| 第一共和政 (1946–1950)                |                                                                              |        |                               |                           |                                 |                               |                                            |
| 代                                    | 大統領                                                                       | 大統領 | 所属政党                      | 期                        | 在任期間                        | 在任期間                      | 備考                                       |
| 0(8)                                  | シュクリー・アル＝クーワトリー شكري القوّتلي Shukri al-Quwatli                |        | 国民ブロック                  | 1                         | 1946年4月17日 - 1947年          | 2年 + 346日                   |                                            |
| 0(8)                                  | シュクリー・アル＝クーワトリー شكري القوّتلي Shukri al-Quwatli                | 国民党 | 1947年 - 1949年3月29日        | 1                         | 任期満了前に解任                | 2年 + 346日                   |                                            |
| 009                                   | フスニ・アル＝ザイミ حسني الزعيم Husni al-Za'im                              |        | シリア社会民族党 （軍人）     | －                        | 1949年3月30日 - 1949年7月       | 137日                         |                                            |
| 009                                   | フスニ・アル＝ザイミ حسني الزعيم Husni al-Za'im                              | 2      | シリア社会民族党 （軍人）     | 1949年7月 - 1949年8月14日 | 任期満了前に解任                | 137日                         |                                            |
| 010                                   | サミ・アル＝ヒンナウィ سامي الحناوي Sami al-Hinnawi                          |        | 無所属 （軍人）               | 3                         | 1949年8月14日 - 1949年8月15日   | 1日                           | 元首 （最高軍事評議会議長）                |
| 011                                   | ハーシム・アル＝アターシー هاشم الأتاسي Hashim al-Atassi                     |        | 国民党                        | 4                         | 1949年8月15日 - 1950年9月5日    | 1年 + 21日                    | 国家元首 第4・14代大統領                   |
| 第二共和政 (1950–1958)                |                                                                              |        |                               |                           |                                 |                               |                                            |
| (11)                                  | ハーシム・アル＝アターシー هاشم الأتاسي Hashim al-Atassi                     |        | 国民党                        | 4                         | 1950年9月5日 - 1951年12月2日    | 1年 + 88日 （計 2年 + 109日） | 国家元首 第4・14代大統領任期満了前に辞任   |
| 00－                                  | アディブ・シシャクリ أديب الشيشكلي Adib al-Shishakli                         |        | シリア社会民族党 （軍人）     | 4                         | 1951年12月2日 - 1951年12月3日   | 1日                           | 暫定元首 （最高軍事評議会議長）            |
| 012                                   | ファウズィー・スルー فوزي سلو Fawzi Selu                                     |        | 無所属 （軍人）               | 5                         | 1951年12月3日 - 1953年7月11日   | 1年 + 220日                   | 国家元首                                   |
| 013                                   | アディブ・シシャクリ Adib al-Shishakli                                       |        | アラブ自由運動                | 6                         | 1953年7月11日 - 1954年2月25日   | 229日                         | 任期満了前に辞任                           |
| 00－                                  | マームン・アル＝クズバリ مأمون الكزبري Maamun al-Kuzbari                     |        | 無所属                        | 6                         | 1954年2月25日 - 1954年2月28日   | 3日                           |                                            |
| 014                                   | ハーシム・アル＝アターシー هاشم الأتاسي Hashim al-Atassi                     |        | 国民党                        | 7                         | 1954年2月28日 - 1955年9月6日    | 1年 + 190日                   | 第4・11代大統領                            |
| 015                                   | シュクリー・アル＝クーワトリー Shukri al-Quwatli                             |        | 国民党                        | 8                         | 1955年9月6日 - 1958年2月22日    | 2年 + 169日                   |                                            |
| アラブ連合共和国 (1958-1961)          |                                                                              |        |                               |                           |                                 |                               |                                            |
| 代                                    | 大統領                                                                       | 大統領 | 所属政党                      | 期                        | 在任期間                        | 在任期間                      | 備考                                       |
| 001                                   | ガマール・アブドゥル＝ナーセル جمال عبد الناصر Gamal Abdel Nasser            |        | 国民連合                      | 1                         | 1958年2月22日 - 1961年9月29日   | 3年 + 219日                   |                                            |
| シリア・アラブ共和国 (1961 - 現在)    |                                                                              |        |                               |                           |                                 |                               |                                            |
| 代                                    | 大統領                                                                       | 大統領 | 所属政党                      | 期                        | 在任期間                        | 在任期間                      | 備考                                       |
| 00－                                  | マアムーン・アル＝クズバリー Maamun al-Kuzbari                               |        | 無所属                        | －                        | 1961年9月22日 - 1961年11月20日  | 59日                          |                                            |
| 00－                                  | イッザト・アン＝ヌッス Izzat al-Nuss                                         |        | 無所属 （軍人）               | －                        | 1961年11月20日 - 1961年12月14日 | 24日                          |                                            |
| 001                                   | ナーズィム・アル＝クドゥシー Nazim al-Kudsi                                  |        | 人民党                        | 10                        | 1961年12月24日 - 1963年3月8日   | 1年 + 74日                    | 任期満了前に辞任                           |
| 002                                   | ルアイ・アル＝アターシー Lu'ay al-Atassi                                     |        | 無所属 （軍人）               | 11                        | 1963年3月9日 - 1963年7月27日    | 140日                         | 元首 （革命評議会議長）                    |
| 003                                   | アミーン・アル＝ハーフィズ Amin al-Hafiz                                     |        | バアス党                      | 12                        | 1963年7月27日 - 1966年2月23日   | 2年 + 211日                   | 元首 （大統領評議会議長） 任期満了前に辞任 |
| 004                                   | ヌーレッディーン・アル＝アターシー Nureddin al-Atassi                        |        | バアス党                      | 13                        | 1966年2月25日 - 1970年11月18日  | 4年 + 266日                   | 任期満了前に辞任                           |
| 00－                                  | アフマド・アル＝ハティーブ أحمد الخطيب Ahmad al-Khatib                       |        | バアス党                      | 13                        | 1970年11月18日 - 1971年2月22日  | 96日                          |                                            |
| 005                                   | ハーフィズ・アル＝アサド حافظ الاسد Hāfiz al-Asad                            |        | バアス党                      | 14                        | 1971年2月22日 - 1978年          | 29年 + 109日                  |                                            |
| 005                                   | ハーフィズ・アル＝アサド حافظ الاسد Hāfiz al-Asad                            | 15     | バアス党                      | 1978年 - 1985年           |                                 | 29年 + 109日                  |                                            |
| 005                                   | ハーフィズ・アル＝アサド حافظ الاسد Hāfiz al-Asad                            | 16     | バアス党                      | 1985年 - 1991年           |                                 | 29年 + 109日                  |                                            |
| 005                                   | ハーフィズ・アル＝アサド حافظ الاسد Hāfiz al-Asad                            | 17     | バアス党                      | 1991年 - 1999年           |                                 | 29年 + 109日                  |                                            |
| 005                                   | ハーフィズ・アル＝アサド حافظ الاسد Hāfiz al-Asad                            | 18     | バアス党                      | 1999年 - 2000年6月10日    | 在任中に死去                    | 29年 + 109日                  |                                            |
| 00－                                  | アブドゥル＝ハリーム・ハッダーム عبدالحليم خدام Abdul Halim Khaddam          | 18     |                               | バアス党                  | 2000年6月10日 - 2000年7月17日   | 37日                          | 大統領代行 （副大統領）                    |
| 006                                   | バッシャール・アル＝アサド بشار حافظ الأسد, Baššār Ḥāfiẓ al-ʾAsad            |        | バアス党                      | 19                        | 2000年7月17日 - 2007年5月       | 24年 + 144日                  |                                            |
| 006                                   | バッシャール・アル＝アサド بشار حافظ الأسد, Baššār Ḥāfiẓ al-ʾAsad            | 20     | バアス党                      | 2007年5月 - 2014年6月     |                                 | 24年 + 144日                  |                                            |
| 006                                   | バッシャール・アル＝アサド بشار حافظ الأسد, Baššār Ḥāfiẓ al-ʾAsad            | 21     | バアス党                      | 2014年6月 - 2021年5月     |                                 | 24年 + 144日                  |                                            |
| 006                                   | バッシャール・アル＝アサド بشار حافظ الأسد, Baššār Ḥāfiẓ al-ʾAsad            | 22     | バアス党                      | 2021年5月 - 2024年12月8日 | 任期満了前に辞任                | 24年 + 144日                  |                                            |
| 空位（2024年12月8日 - 2025年1月29日） |                                                                              |        |                               |                           |                                 |                               |                                            |
| 暫定政府・移行政府 (2025 - )          |                                                                              |        |                               |                           |                                 |                               |                                            |
| -                                     | アフマド・フサイン・アッ＝シャラア أحمد الشرع Ahmed al-Sharaa                |        | シリア解放機構（HTS）→ 無所属 | 23                        | 2025年1月29日 - 現職            | 158日                         | 暫定大統領                                 |